# خليفة سنكاري
بابا خليفة سانكاري (15 أغسطس 1984) هو لاعب كرة قدم سنغالي محترف سابق يلعب كمدافع مركزي .

## المسيرة الكروية

### بداية مسيرته المهنية
وُلد سانكاري في داكار، السنغال. بدأ مسيرته الكروية مع نادي دوان، ثم انتقل إلى نادي بولون الفرنسي عام ٢٠٠٣، وشارك مع الفريق الأول له خلال موسمي ٢٠٠٥-٢٠٠٦ و ٢٠٠٦-٢٠٠٧. في يوليو ٢٠٠٧، انتقل إلى نادي زولت وارجيم البلجيكي، لكنه قضى معظم فترة إعارته مع ناديي أوستيند ورايك مونس.

### اليونان
في يوليو 2010، انتقل سانكاري إلى نادي أولمبياكوس اليوناني. وشارك لأول مرة مع النادي في 28 أغسطس، حيث لعب أساسيًا في مباراة انتهت بفوز الفريق خارج أرضه على بانيونيوس بنتيجة 1-0، ليُثبت نفسه لاحقًا كلاعب أساسي في الفريق.
في صيف عام ٢٠١١، وبعد هبوط أولمبياكوس بسبب فضيحة تلاعب بنتائج المباريات، فسخ النادي عقد سانكاري وانضم إلى أريس سالونيك في نفس الدرجة. سجّل هدفه الأول مع أريس في أول ظهور له، مسجلاً الهدف الأول في مباراة انتهت بالتعادل ١-١ مع إرغوتيليس.
انضم سانكاري إلى نادي أستيراس تريبوليس في الدوري السوبر من أريس في صفقة انتقال مجانية في يوليو 2012. وقد نال استحسان الجماهير بتسجيله ركلة خلفية مذهلة في مباراة فاصلة ضد باس جيانينا في 15 مايو 2013.

### الكويت / عودة أستيراس تريبوليس
في مايو 2013، انضم سانكاري إلى نادي العربي الكويتي. وفي يناير من العام التالي، وبعد أن قلّما شارك في المباريات، عاد إلى ناديه السابق أستيراس تريبوليس، ليصبح الخيار الأول فورًا.
كان سانكاري أيضًا لاعبًا أساسيًا بلا منازع مع أستيراس خلال موسم 2014-2015 في الدوري الأوروبي، والذي شهد وصول النادي إلى دور المجموعات لأول مرة في تاريخه. كما سجل هدفًا في مباراة التعادل 1-1 خارج أرضه ضد نادي روبس الفنلندي في 17 يوليو 2014.

### قادس
في 13 أغسطس 2016، وقع سانكاري عقدًا لمدة عام واحد مع نادي الدرجة الثانية الإسباني نادي قادس.

## الأوسمة

### النادي

#### أستيراس طرابلس
- وصيف كأس اليونان: 2012–13

## روابط خارجية
- خليفة سنكاري – سجل منافسات اليويفا
- خليفة سنكاري  على سكروي